# Jan Stanisław Skorupski

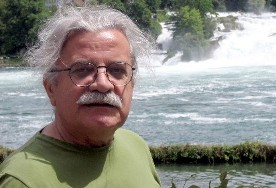
Skorupski (am Ufer des Rheins)

Jan Stanisław Skorupski (* 18. Juli 1938 in Łoszniów, Podolien) ist ein polnischer Schriftsteller, Dichter und Essayist.

## Leben
Skorupski übt eine Vielzahl von Tätigkeiten aus. Unter anderem ist er Lehrer für Musik, Mathematik und Philosophie, Leiter einer Kunstgalerie und eines Theaters und Mitbegründer der internationalen Künstlergruppe nula horo und des Esperanto-PEN-Centro. Weiterhin ist bzw. war er als Landwirt, Schiffskapitän, Graphiker, Fotoreporter und Schmuckhersteller sowie im Bergbau tätig. Er ist der Autor mehrerer Bücher und CDs und an zahlreichen Radiosendungen beteiligt. Seine Texte erscheinen in den Sprachen Deutsch, Polnisch und Esperanto. 1956 erhielt Skorupski in Warschau den Preis für junge Dichter. Er ist Schweizer Bürger und lebt in Zürich.

## Werke (Auswahl)
- … um unsere Würde zu wahren (1982)
- do, ut, des. Gedichte von Kunst und Liebe. Verlag Polonia, Warschau 1988. ISBN 83-7021-088-0.
- … um die Polen zu verstehen. Aufbau-Taschenbuch-Verl., Berlin 1991. ISBN 3-7466-0045-6. (Originaltitel: Najdłuższa ballada świata … zrozumieć Polaków)
- SONETADO (1995–2006)

## Eintrag im Guinness-Buch der Rekorde
1997 wurde Jan Stanisław Skorupski in der deutschen Ausgabe des Guinness-Buchs der Rekorde als Autor der meisten Sonette aufgeführt (Seite 177): „Die meisten Sonette hat der in Zürich (CH) lebende polnische Schriftsteller Jan Stanisław Skorupski niedergeschrieben: 732 Gedichte verfasste er in der Zeit vom 1. Januar bis 3. November 1995 in jeweils zwei Sprachen, Polnisch und Esperanto.“